# Batchujagijn Möngöntuul
Batchujagijn Möngöntuul, mong. Батхуягийн Мөнгөнтуул (ur. 8 sierpnia 1987 w Ułan Bator) – mongolska szachistka, arcymistrzyni od 2003, posiadaczka męskiego tytułu mistrza międzynarodowego od 2010 roku.

## Kariera szachowa
W latach 1997–2007 wielokrotnie startowała w mistrzostwach świata juniorek w różnych kategoriach wiekowych, zdobywając dwa medale: srebrny (Belfort 2005 – do 18 lat) oraz brązowy (Oropesa del Mar 2001 – do 14 lat). Poza tym, dwukrotnie zajmowała wysokie miejsca w mistrzostwach świata do 20 lat rozgrywanych w Erywaniu: IV w 2006 oraz VI w 2007 roku.
W 2000 i 2002 dwukrotnie zdobyła srebrne medale indywidualnych mistrzostw Mongolii. W 2005 zajęła II m. (za Aleksiejem Reszetnikowem) w turnieju juniorów do lat 18 w Moskwie. W 2008 zajęła II m. (za Michaiłem Kryłowem, a m.in. przed Rufatem Bagirowem i Aleksiejem Chruszczowem) w kołowym turnieju w Moskwie oraz wystąpiła w rozegranym w Nalczyku pucharowym turnieju o mistrzostwo świata, w I rundzie wygrywając z Iwetą Rajlich, natomiast w II ulegając Hou Yifan. W 2009 podzieliła I m. (za Natalją Pogoniną, wspólnie z Gu Xiaobing, Swietłaną Matwiejewą, Walentiną Guniną i Tatjaną Mołczanową) w otwartym turnieju Moscow Open w Moskwie, zajęła VII m. w mistrzostwach Azji oraz zwyciężyła w turnieju strefowym, rozegranym w Ho Chi Minh. W 2010 zdobyła w Zurychu tytuł mistrzyni świata studentek. W 2011 podzieliła I m. (wspólnie z Aleksandrą Kostieniuk) w kołowym turnieju festiwalu Moscow Open w Moskwie. W 2014 zdobyła w Katowicach srebrny medal akademickich mistrzostw świata.
W latach 2000–2014 ośmiokrotnie reprezentowała narodowe barwy na olimpiadach szachowych.
Najwyższy wynik rankingowy w dotychczasowej karierze osiągnęła 1 września 2011; mając 2465 punktów, zajmowała wówczas 32. miejsce na światowej liście FIDE, jednocześnie zajmując 1. miejsce wśród szachistek mongolskich.